# Les voisins n'aiment pas la musique
 (juillet 2025).
Pour plus de détails, voir Fiche technique et Distribution.
Les voisins n'aiment pas la musique est un court métrage français réalisé par Jacques Fansten, sorti en 1970.

## Synopsis
Les relations de voisinage vues à l'occasion de l'arrivée d'un accordéoniste dans la cour d'un immeuble.

## Fiche technique
- Titre : Les voisins n'aiment pas la musique
- Réalisation : Jacques Fansten
- Scénario : Jacques Fansten et Claude Gutman
- Photographie : Jean Gonnet
- Son : René-Jean Bouyer
- Musique : Serge Kaufmann
- Montage : Marguerite Renoir
- Production Les Films de la Pléiade
- Durée : 15 minutes
- Date de sortie : 1970

## Distribution
- Anouk Ferjac
- Daniel Prévost
- Catherine Arditi
- Gérard Croce
- Philippe Ogouz